# Animation-Comic-Game Hong Kong

Az ACGHK logója

Az Animation-Comic-Game Hong Kong (ACGHK, hagyományos kínai: 香港動漫電玩節, egyszerűsített kínai: 香港动漫电玩节, pinjin: Xiānggǎng dòngmàn diànwán jié, magyaros átírás: Hsziangkang tungman tienvan csie) hongkongi szórakoztatóipari kiállítás, mely elsősorban az animációk, a manhuák és a videójátékok köré összpontosul. Minden év augusztusa környékén rendezik meg a Hong Kong Convention and Exhibition Centre épületében, ahol képregényekkel, animációkkal és videójátékokkal kapcsolatos termékeket állítanak ki és árulnak. Az ACGHK termékeinek és szolgáltatásainak skálája az évek folyamán egyre bővült.

## Története

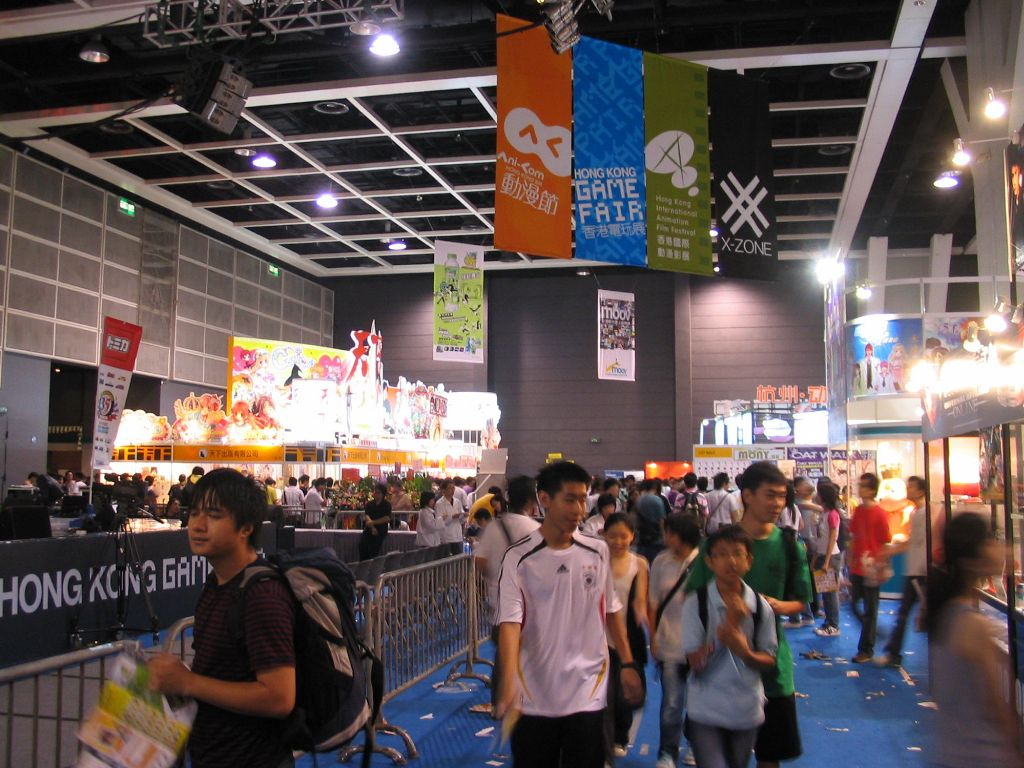
A 2006-os Ani-Com

A kiállítás korábban Hong Kong Comics Festival (hagyományos: 香港漫畫節, egyszerűsített: 香港漫画节, pinjin: Xiānggǎng mànhuà jié, magyaros: Hsziangkang manhua csie) néven volt ismert. 2004-ben a találkozót az  Animax Hongkong szponzorálta, így Animax Summer Funtasy volt a neve.
2006-ban a Hong Kong Comics Festivalt átnevezték Ani-Com Hong Kongra (香港動漫節, 香港动漫节, Xiānggǎng dòngmàn jié, Hsziangkang tungman csie) és a Hong Kong Game Fairrel (香港電玩展, 香港电玩展, Xiānggǎng diànwán zhǎn, Hsziangkang tienvan csan) egy időben tartották meg.
Az Animation-Comic-Game Hong Kong, az Ani-Com Hong Kong és Hong Kong Game Fair egyesülésével jött létre 2008-ban.

## Programjai
A rendezvényen a képregényeken kívül képregényekkel, animékkel és videójátékokkal kapcsolatos tárgyakat is árulnak; és ezek rendkívül jövedelmezőek, mivel legtöbbjük korlátozott példányszámú és a rajongók akár már egy-két nappal a találkozó megnyitása előtt elkezdenek sorba állni.
A találkozón különböző műsorok, cosplay, illetve tánc- és videójáték-versenyek is vannak. Az éves Hong Kong Game Fairt a képregényfesztivállal egy időben tartják meg. Az olyan vállalatok, mint például a Microsoft nagy pavilionokban hatalmas kivetítőkkel hirdeti az épp aktuális videójáték-konzolját. A Samsung Game Girl versenyen 11 lány verseng a „játékos lány” címért; a nyertesek általában a szórakoztató- vagy a modelliparban találnak munkát, és rövid idő alatt híresek lesznek. Mivel a kiállítás nagyon zsúfolt, ezért a nagyobb cég balesetbiztosítást köt és biztonsági embereket bérel a legnépszerűbb modelljeik biztonsága érdekében.
2010-ben július 30-a és augusztus 3-a között tartották meg a rendezvényt a HKCEC épületében. Október 2-a és 6-a között a kínai Kantonban is megtartották a találkozót, az ország nemzeti ünnepén.

## Vendégek
- 2008 – Atari Kószuke, Scandal
- 2009 – Empty Tomb, Nakagava Sóko, Noto Arisza, Simokava Mikuni, Soler
- 2010 – Mr., Kay Tse, Kelvin Kwan, Xie Huiling Táncművészeti Főiskola. MC Jin, Nam Hyun-joon, Det Dik, Vincent Wan, Yip Sai Wing, Ella Koon, Ever, Kalafina, Bosco Wong, Joey Leung, Samantha Ko, Khole Chu, Shina, Puffy, Castle, Fundandzsuku, Haze, Scandal, Wild Child
- 2011 – Ever, Yip Sai Wing a Tokyo Brass Style-lal, Nakadzsima Megumi, Vakesima Kanon, Vivid, Sugar Club, Red
- 2012 – Fundandzsuku, Tamaki Nami, Kavano Marina, Piko
- 2013 – Dempagumi.inc, Nakagava Sóko, Tesima Aoi, Nanri Júka
- 2014 – Aoi Eir, Júki Akira, Nakagava Sóko, Heartgrey, Little Glee Monster, Tokyo Performance Doll
- 2015 – Haze, Makino Jui, Elisa, Akira, Aoi Sóta
- 2016 – Doll Element, Haruna Luna, Oda Kaori, Oku Hanako, Tanimoto Takajosi, Tóken ranbu